# 毛打碗花
毛打碗花（学名：Calystegia dahurica）为旋花科打碗花属的植物。分布在高加索、土库曼至贝加尔湖以东以及中国大陆的黑龙江、山东、陕西、甘肃、山西、四川、内蒙古、吉林、辽宁、河北、江苏、河南等地，生长于海拔400米至3,000米的地区，见于荒地、路边、旱田和山坡路旁，目前尚未由人工引种栽培。

## 别名
马刺楷（甘肃、青海）

## 异名
- Calystegia dahurica (Herb.) Choisy
- Calystegia pellita (Ledeb.) G. Don ssp. longifolia Brummitt
- Calystegia pellita (Ledeb.) G. Don ssp. stricta Brummitt